# Margarita Marbler
Margarita Marbler, geborene Olejnikowa (* 16. Juli 1975 in Petropawlowsk-Kamtschatski, Sowjetunion) ist eine ehemalige österreichische Freestyle-Skiläuferin. Sie ist zweifache Bronzemedaillen-Gewinnerin bei Weltmeisterschaften und mehrfache Olympiateilnehmerin. Ihre Spezialdisziplinen waren Moguls und Dual Moguls.

## Karriere
Margarita Marbler zählte in ihrer aktiven Zeit zu den weltbesten Freestylerinnen, vor allem in der Disziplin Moguls (Buckelpiste). In diesem Bewerb hält die Österreicherin mit dem höchsten erzielten Punktestand bei den Damen und dem perfect airscore derzeit auch zwei Weltrekorde. Die Sportlerin lernte im Weltcupzirkus ihren ehemaligen Ehemann Harald Marbler kennen und zog 1995 nach Österreich. Die nur 1,56 m große Athletin war ab 1996 Mitglied der Nationalmannschaft des ÖSV und startete für den Freestyle-Club Villach. Margarita Marbler lebt gemeinsam mit ihrem „Husky“ in Radenthein (Kärnten).
Ihre größten Erfolge feierte sie mit dem Gewinn der Bronzemedaille im Buckelpistenfahren bei der Freestyle-Skiing-Weltmeisterschaft 2005 im finnischen Ruka und zwei Jahre später mit dem Gewinn einer weiteren Bronzemedaille bei der Weltmeisterschaft in Madonna di Campiglio in den Dual Moguls. Dazu gewann sie 2003 den Gesamtweltcup in der Disziplin Dual Moguls (Parallel-Buckelpiste) und war sowohl 2002 in Salt Lake City als auch 2006 in Turin Teilnehmerin an den Olympischen Spielen. In Salt Lake City reichte es zum 10. Rang in den Moguls, in Turin verletzte sie sich im Training am Knöchel und kam im Finale auf Grund der Verletzung nicht über den 17. Rang hinaus. Bei den Olympischen Winterspielen 2010 in Vancouver wurde sie Sechste und somit beste Europäerin in der Buckelpiste. Im Einzelweltcup erreichte sie bisher mehrere Siege und Topplatzierungen.

## Rekorde
Margarita Marbler hält in der Disziplin Moguls zwei Weltrekorde. Sie erzielte bei ihrem Weltcupsieg in Tignes am 1. Dezember 2002 mit 28,33 Punkten die höchste Wertung, die je bei den Damen erreicht wurde. Des Weiteren erhielt sie bei diesem Wettkampf eine perfekte Sprungwertung (perfect Airscore) von 7,50 Punkten, die höchste Wertung, die je eine Person erzielt hat. Beim FIS-Wettkampf im südkoreanischen Jisan am 8. Februar 2004 überbot sie ihren Rekord von 2002 und erreichte mit 28,36 Punkten den bisher höchsten Punktestand in einem Moguls-Bewerb bei den Damen.

## Erfolge

### Olympische Spiele
- 2002 Salt Lake City: 10. Moguls
- 2006 Turin: 17. Moguls
- 2010 Vancouver: 6. Moguls

### Weltmeisterschaften
- 2001 Whistler Mountain: 9. Dual Moguls, 16. Moguls
- 2003 Deer Valley: 9. Dual Moguls, 23. Moguls
- 2005 Ruka: 3. Moguls, 9. Dual Moguls
- 2007 Madonna di Campiglio: 3. Dual Moguls, 7. Moguls
- 2009 Inawashiro: 7. Moguls, 9. Dual Moguls

### Weltcup
- 1. Platz Dual-Moguls-Weltcup: 2003
- 3. Platz Moguls-Weltcup: 2003, 2004, 2005, 2007, 2008, 2009

Insgesamt 36 Podestplätze, davon 7 Siege:
| Datum             | Ort        | Land       | Disziplin   |
| ----------------- | ---------- | ---------- | ----------- |
| 1. Dezember 2002  | Tignes     | Frankreich | Moguls      |
| 23. Februar 2003  | Madarao    | Japan      | Moguls      |
| 14. Februar 2004  | Inawashiro | Japan      | Moguls      |
| 15. Februar 2004  | Inawashiro | Japan      | Dual Moguls |
| 13. Dezember 2007 | Tignes     | Frankreich | Moguls      |
| 13. Februar 2009  | Åre        | Schweden   | Moguls      |
| 18. März 2009     | La Plagne  | Frankreich | Moguls      |

### Österreichische Meisterschaften
- 3-fache österreichische Meisterin in der Buckelpiste (Moguls) 1996, 1998, 2001

## Auszeichnungen
Margarita Marbler wurde 2004 vom Sportpresseklub Kärnten zur "Kärntner Sportlerin des Jahres" gewählt.